# Mario Kart: Super Circuit
Mario Kart: Super Circuit es un videojuego de carreras de karts desarrollado por Intelligent Systems y distribuido por Nintendo para la consola Game Boy Advance (GBA). Es la tercera entrega de la serie Mario Kart y mantiene la mecánica de sus predecesores: como personaje de la franquicia Mario, el usuario compite contra sus rivales en circuitos basados en los escenarios de los juegos de plataformas de Super Mario. Las pistas contienen obstáculos y potenciadores que dificultan y ayudan respectivamente al progreso. Incluye varios modos para un jugador y multijugador, incluido uno de carrera Grand Prix y otro de batalla en el que gana quién preserve uno o más de sus globos.
Es el primer título portátil de la serie y el único de la saga producido por Intelligent Systems. Su estilo gráfico cambió drásticamente con respecto a las primeras demos, y la versión final se asemejaba visualmente a Super Mario Kart (1992). Nintendo reveló Super Circuit junto a la GBA en 2000 y lo lanzó a mediados de 2001, meses después del estreno de la consola.
Super Circuit recibió elogios por sus modos, presentación, jugabilidad y dificultad, aunque las respuestas al multijugador estuvieron dispares. Retrospectivamente, la crítica lo ha calificado como uno de los mejores juegos de GBA, pero uno de los peores de Mario Kart debido a su falta de innovación técnica en comparación con sus predecesores. Ha sido nominado a varios premios y ganó uno. Vendió 5,91 millones de copias en todo el mundo, convirtiéndose en el cuarto videojuego más adquirido de la consola. Se reeditó digitalmente para la Nintendo 3DS en 2011, la Wii U en 2014 y la Nintendo Switch en 2023.

## Sistema de juego
Mario Kart: Super Circuit es un videojuego de carreras que presenta protagonistas y elementos de la franquicia Mario. Existen ocho personajes y compite con oponentes en karts por pistas tematizadas con los escenarios de los juegos de Super Mario. Cajas marcadas con signo de interrogación aparecen a lo largo de los cuarenta circuitos; le dan al jugador un objeto aleatorio basado en elementos de las entregas de Super Mario para ayudarle a progresar. Pueden ser potenciadores, como un aumento de velocidad, u ofensivos, como uno que congela al rival. Las pistas están llenas de obstáculos que ralentizan al corredor, y monedas que incrementan su aceleración una vez recogidas. Cada personaje se clasifica en una de las tres clases de peso que determinan su forma de jugar: los más ponderosos tienen mayor agilidad máxima pero menor aceleración. La Princesa Peach, Toad y Yoshi son ligeros; Luigi y Mario son medianos; y Bowser, Donkey Kong y Wario son pesados. Hay tres niveles de dificultad con temática de tipos de motor —50 cc, 100 cc o 150 cc— y las cilindradas más potentes de las dificultades más complicadas aumentan la velocidad máxima y el reto de control.
Super Circuit incluye tres modos para un jugador: Grand Prix (GP), Contrarreloj y Quick Run. En el modo de carrera principal, GP, el usuario compite contra siete rivales de ordenador en cuatro circuitos consecutivos, con el objetivo de quedar primero en cada una. Cada conjunto de pista forma parte de una «copa», de las cuales ha diez. Gana quien logre las mejores posiciones en las cuatro carreras. Recibe una calificación al final del GP basada en una fórmula que tiene en cuenta varios factores de rendimiento, como cuántas monedas ha recogido y la categoría de peso del personaje con el que lo ha completado. Conseguir una nota alta en cualquiera de las cinco copas originales desbloquea una para un jugador de Super Mario Kart (1992). Contrarreloj permite al usuario correr por su cuenta para completar un circuito en el menor tiempo posible. Se puede competir contra el tiempo más rápido de otra persona compartida a través del Game Link Cable de Game Boy Advance (GBA), un cable periférico que conecta los sistemas GBA. La versión japonesa era compatible con el accesorio Mobile Adapter GB, cuyo servicio se interrumpió en 2002, que admitía cargar y descargar tiempos de pista mediante la conexión a Internet de un teléfono móvil. Quick Run permite correr con aspectos personalizables, como el conteo de vueltas y la alternancia entre cajas de objetos y monedas.
Los modos multijugador permiten competir hasta a cuatro personas a través del Game Link Cable. Es posible jugar incluso si sólo uno de los usuarios posee el cartucho, aunque con esta configuración sólo se logra seleccionar un personaje y cuatro pistas. En el multijugador se puede jugar en tres modos: GP, Versus (VS) y Batalla. GP se mantiene sin cambios respecto a su versión para un jugador, aunque sólo pueden combatir dos a la vez. VS permite que hasta cuatro usuarios corran en un mismo circuito sin oponentes informáticos. El modo Batalla difiere de otros, ya que en él compiten hasta cuatro jugadores en una arena en lugar de una pista. Empiezan con tres globos sobre su personaje y deben reventar el de los demás corredores atacándoles con objetos. Son eliminados si pierden todos, y el ganador es quién preserve uno o más de sus globos.

## Desarrollo y lanzamiento

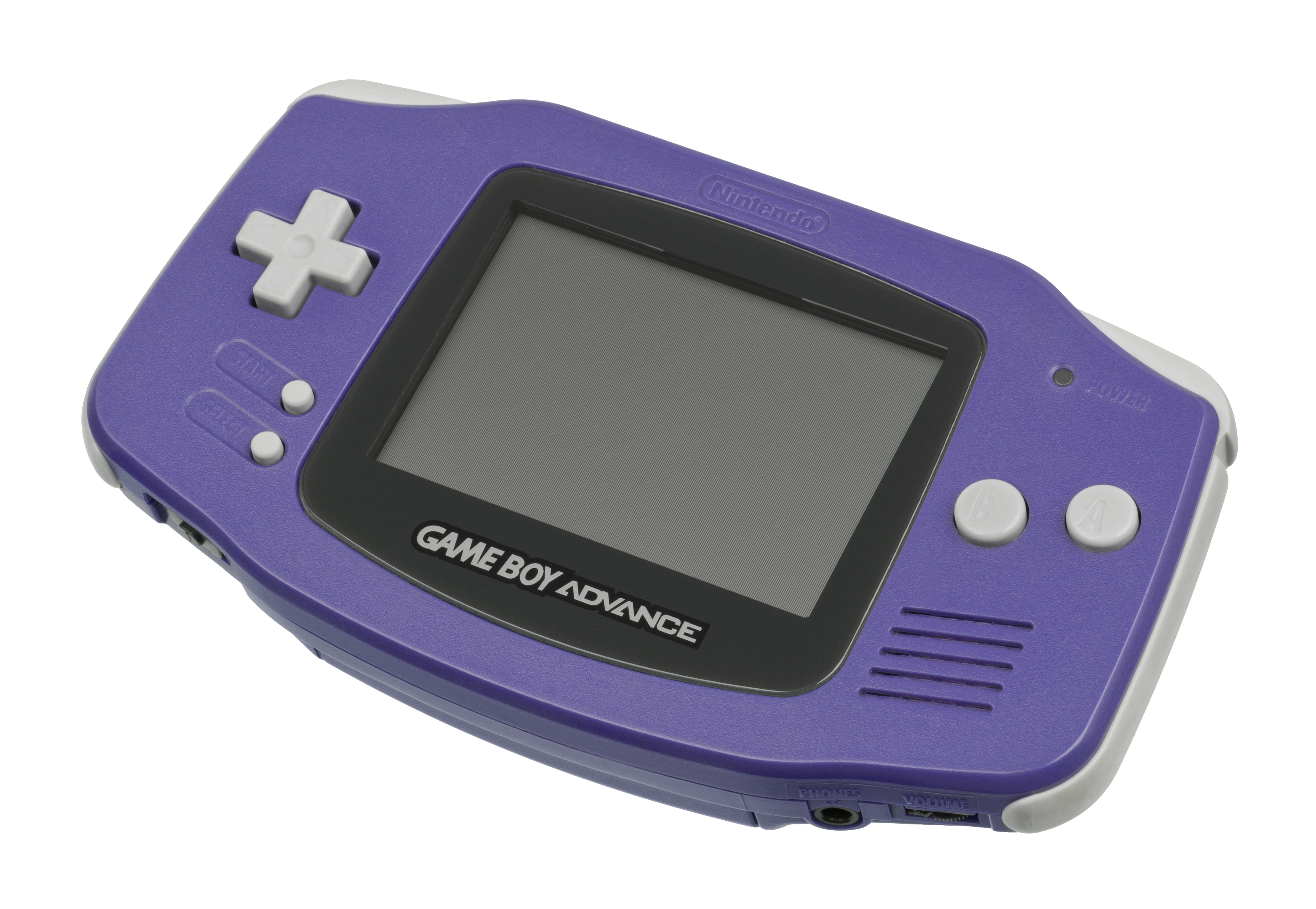
Super Circuit es uno de los primeros juegos revelados para Game Boy Advance (en la imagen).

Mario Kart: Super Circuit es el único juego de la serie desarrollado por Intelligent Systems. Toma prestados elementos de Super Mario Kart y Mario Kart 64, y utiliza un estilo gráfico similar al primero, sobre todo con su uso del desplazamiento de paralaje y el escalado estilo Modo 7. Originalmente titulado Mario Kart Advance en inglés, fue anunciado por Nintendo antes de su exposición anual en el Space World de 2000 y se presentó junto con la propia consola GBA. Las capturas de pantalla publicadas en un número de CoroCoro mostraban un estilo artístico súper deformado diferente, con personajes de grandes cabezas. Los elementos de las primeras versiones tampoco estaban presentes en el producto final.
Nintendo puso a la venta Super Circuit en Japón el 21 de julio de 2001, en Norteamérica el 27 de agosto y en Europa el 14 de septiembre. Debutó poco después que la propia GBA, que se lanzó en marzo en Japón y en junio en el resto del mundo. Es la tercera entrega de la serie, tras Super Mario Kart y Mario Kart 64 (1996), y la primera en una videoconsola portátil. Nintendo pretendía publicarlo en China continental a través de iQue, que localizaba sus videojuegos para la región. Se creó una traducción al chino, pero se canceló debido a la importante piratería de la primera tanda de juegos de GBA traducidos al sistema. Se reeditó para la Nintendo 3DS y la consola virtual de la Wii U. En la 3DS, se lanzó gratis el 16 de diciembre de 2011 para los miembros del Ambassador Program, al que podía ingresar cualquiera que accediera al servicio eShop de la consola antes que recibiera un recorte de precio. Se puso a la venta para Wii U en 2014 en Norteamérica y en 2015 en Europa y Japón. También se relanzó en Nintendo Switch como parte de Nintendo Classics el 8 de febrero de 2023.

## Recepción
Mario Kart: Super Circuit recibió una «aclamación universal», según el sitio web agregador de reseñas Metacritic. Tuvo éxito comercial, y vendió 5,91 millones de copias en todo el mundo, siendo el cuarto videojuego más adquirido de GBA y el título no Pokémon más comprado del sistema. En el Reino Unido, vendió 350 000 unidades en 2005 y fue el juego de GBA más adquirido en la región, y en 2006 había vendido 2,1 millones de unidades en los Estados Unidos. Se añadió a la línea «Player's Choice» de Nintendo en ese año.
Los modos para un jugador recibieron elogios. Los revisores dijeron que tenía una rejugabilidad significativa debido al sistema de clasificación y al gran número de pistas. IGN alabó el «modo fantasma» que permite a los usuarios competir con el mejor tiempo guardado de sus amigos, lo que, según ellos, contribuye a aumentar la rejugabilidad. Se elogiaron las ofertas multijugador; Nintendo World Report alabó su velocidad, y GamesRadar declaró a Super Circuit era el mejor videojuego multijugador de una consola portátil en aquel momento. El modo de batalla en particular obtuvo halagos, aunque IGN reprochó la imposibilidad de jugar contra oponentes de ordenador en él. La posibilidad de participar a modos multijugador en varios sistemas con un solo cartucho tuvo una acogida más mixta. Mientras que GameSpot afirmaba que la función añadía más valor, Nintendo World Report notó problemas de rendimiento que, en su opinión, eran suficientes para entorpecer la jugabilidad.
Los críticos disfrutaron de la jugabilidad. GamePro consideró sus controles como precisos, aunque les resultó difícil introducir un movimiento de derrape potente. Nintendo Life, en cambio, afirmó que podrían haber sido más exactos. Según GamesRadar, el manejo de los vehículos era superior al de competidores como Crash Team Racing (1999) y Diddy Kong Racing (1997), con movimientos que parecían «perfectos sin esfuerzo». Los reseñantes señalaron la dificultad; IGN definió su oferta para un jugador como «extremadamente desafiante» debido a la inteligencia de los oponentes informáticos y al proceso de desbloqueo de pistas. GameSpy y Nintendo Life coinciden en que la precisión de los controles añade dificultad, aunque con la experiencia se hicieron menos duros.
La presentación de Super Circuit recibió elogios, y los críticos admiraron su aspecto visual. Algunos destacaron su parecido gráfico con Super Mario Kart, aunque lo consideraron una mejora. Nintendo Life y Nintendo World Report alabaron los diseños de los circuitos por su variedad temática y la atención prestada a los pequeños detalles. El modelo original de GBA no contaba con una pantalla retroiluminada, un problema que, según GameSpot, la brillante paleta de colores ayudó a subsanar. El diseño de sonido ha sido bien recibido: IGN describió la música como «extremadamente alegre», y Nintendo World Report dijo que su audio estéreo contenía un alto grado de precisión.
Según GamePro, Intelligent Systems ha combinado «a la perfección» todos los aspectos positivos de las anteriores entregas de Mario Kart para crear Super Circuit. GamesRadar e IGN afirmaron que tenía pocos defectos, y este último lo calificó de ejemplo de las capacidades del hardware del sistema. Super Circuit recibió el premio al «Videojuego favorito» en los Nickelodeon Kids' Choice Awards de 2002. Estuvo nominado al mejor juego portátil del año tanto en los Interactive Achievement Awards de 2001 como en los Golden Joystick Awards de 2002, y al mejor título «para móviles» en la edición de 2001 de los premios BAFTA.

## Legado
A pesar de su buena acogida inicial, Super Circuit ocupa un lugar secundario en las listas de los mejores juegos de Mario Kart elaboradas por la crítica especializada, y Nintendo World Report dijo que era el título con «menos innovaciones». Los reseñantes lo achacaron a las limitaciones de hardware de la GBA; GamesRadar afirmó que la escasez del Cable Link hacía que la experiencia multijugador fuera menos memorable que la de otras entregas de la serie. Kotaku lo describió como «perdido», incapaz de estar a la altura de los lanzamientos técnicamente pioneros de Super Mario Kart y 64 debido al hardware de la consola. No obstante, los críticos lo sitúan entre los mejores videojuegos del sistema.
Super Circuit es el primer juego que incluyó circuitos introducidos en títulos anteriores, una tradición que se mantendría en todas las entregas de la serie a partir de Mario Kart DS (2005). En 2017, Paste clasificó Cheese Land como la décima mejor pista de la saga; lo citó como un ejemplo que Super Circuit tiene «algunas de los circuitos más locas y extravagantes», conjeturó que «los diseñadores aún no se habían embrutecido por el éxito masivo de la serie que vendría durante las eras de DS y Wii».